# Чирянка американська
Чирянка американська (Anas carolinensis) — звичайна і широко поширена качка, яка розмножується в північних районах Північної Америки, за винятком Алеутських островів. Донедавна вважалася одним видом з євразійською чирянкою малою (А. crecca), втім питання все ще знаходиться на розгляді американського орнітологічного товариства. Однак майже всі інші авторитетні організації вважають їх відмінними на основі поведінкових,  морфологічних  та молекулярних доказів. Наукова назва походить від латинського Anas, "качка" і carolinensis, "каролінська".
Ця качка завжди мігрує і зимує далеко на південь від ареалу розмноження. Поза сезоном розмноження вона дуже стадна і утворює великі зграї. Швидким звивистим польотом зграї цих чирянок дещо нагадують куликів.
Це найменша північноамериканська качка. У шлюбний період самець має сірі боки і спину, з жовтою задньою частиною і біло-облямованим яскраво-зеленим дзеркальцем, видним у польоті або коли селезень розпушує пір'я. У нього каштанова голова із  зеленою очною плямою. Від селезня чирянки малої (євразійського родича цієї птиці) його відрізняє вертикальна біла смуга збоку грудей, відсутність як горизонтальної білої лопаткової смуги, так і відсутність тоненьких ліній на голові.
Самки світло-коричневі, за оперенням нагадують самку крижня, від якої вона мало не вдвічі менша. Їх можна відрізнити від більшості качок за розміром, формою та дзеркальцем. Відрізнити між собою самиць чирянки американської та малої більш проблематично.
У позашлюбному (затемненому) оперенні селезень більш-менш скидається на качку.
Це звичайна качка у захищених водно-болотних угіддях, таких як тайгові болота; зазвичай вона харчується, вишукуючи рослинну їжу на мілководді або пасучись. Гніздиться на землі, біля води та під покривом. Хоча в даний час МСОП не оцінює природоохоронний статус через невизнання таксону, загалом його кількості достатньо, щоб вважати його видом під найменшою загрозою; він набагато численніший за чирянок малих. Їх можна побачити у справді величезних кількостях у мангрових заростях Марімсас Націоналес-Сан-Блас на заході Мексики, — головному районі зимівлі.
Це галасливий вид. У самця чіткий свист, тоді як у самки неголосне крякання.
Розміри:
- Довжина: 31-39 см
- Вага: 140-500 г
- Розмах крил: 52-59 см

## Поширення
Всі три підвиди чирянки американської трапляються в північній півкулі влітку, а взимку поширюються на північ Південної Америки, Центральну Африку, південь Індії, Бірму та Філіппіни. У Північній Америці ssp. carolinensis зустрічається по всьому континенту і до нього на Алеутських островах приєднується ssp. nimia, яка перебуває там протягом усього року. Anas crecca розмножується в Ісландії, Європі та Азії. Її також іноді можна спостерігати взимку в Північній Америці вздовж узбережжя Атлантичного океану.
Американські чирянки розмножуються на Алеутських островах, півночі Аляски, дельті річки Маккензі, півночі Саскачевану, Манітоби, Онтаріо, Квебеку та Лабрадору на південь до центральної Каліфорнії, центральної Небраски, центрального Канзасу, південної Міннесоти, Вісконсину, Онтаріо, Квебеку, Ньюфаундленду та морських провінцій.
Американська чирянка зимує від півдня Аляски та півдня Британської Колумбії на схід до Нью-Брансвіка та Нової Шотландії та на південь до Центральної Америки. Також зимує на Гаваях. Є єдине фотографічне свідчення з Південної Америки.

## Середовище існування
Чирянки американські часті у водно-болотних угіддях канадських парків та північних бореальних лісових асоціацій. Вони трапляються частіше в змішаних прерійних асоціаціях, ніж у асоціаціях короткотравних. Вони також населяють арктичні тундрові та напівпустельні спільноти.
У межах вищевказаних асоціацій чирянки американські зазвичай населяють водно-болотні угруповання, в яких переважають комиші (Scirpus spp., рогози (Typha spp.), осоки (Carex spp.), рдесник (Potamogeton spp.) та інша заплавна і водна рослинність. Чирянки американські часто гніздяться на злакових, осокових луках або на сухих схилах пагорбів із чагарниковими заростями чи осикою (Populus spp.). Поблизу Брукса в Альберті, чирянки гніздились найчастіше поміж ситником (Juncus spp.), а в західній частині Монтани більшість гнізд знаходились під кущами Sarcobatus spp..

## Фенологія
Хронологія гніздування відрізняється в географічному плані. У Північній Дакоті чирянки американські зазвичай починають гніздитися наприкінці квітня. На Північно-західних територіях, Канада, чирянки американські починають гніздитися з кінця травня до початку липня. На озерах Мінто, що на Алясці, чирянки американські починають гніздування вже 1 червня і ще 20 липня.
Чирянки американські стають статевозрілими першої зими. Вони відкладають від 5 до 16 яєць. Інкубаційний період становить від 21 до 23 днів.
Чирянки американські часто злітають з гнізд через 34—35 днів після вилуплення або зазвичай до 6-тижневого віку. Молоді чирянки американські мають найшвидший темп росту серед усіх качок.
Самці чирянок американських залишають самок на початку інкубації та збираються на безпечних водах для линяння. Деякі популяції для линяння мігрують на великі віддалі, тоді як інші залишаються на місцях розмноження або поблизу. Самки линяють на місцях розмноження.
Чирянки американські є одними з найранніших весняних мігрантів. Вони прибувають на місця гніздування майже одразу, як тільки розтане сніг. На початку лютого чирянки американські починають вилітати з місць зимілі і міграція триває до квітня. У центральних регіонах чирянки американські починають прибувати на початку березня, а пік - на початку квітня.
У північних районах Сполучених Штатів чирянка американська, мігруючи на місця зимівлі, з'являється на початку вересня - до середини грудня. Вони починають мігрувати до більшості центральних регіонів протягом вересня і часто залишаються до грудня. На своїх південніших зимових ділянках чирянки американські прилітають вже наприкінці вересня, але більшість з'являються лише в кінці листопада.

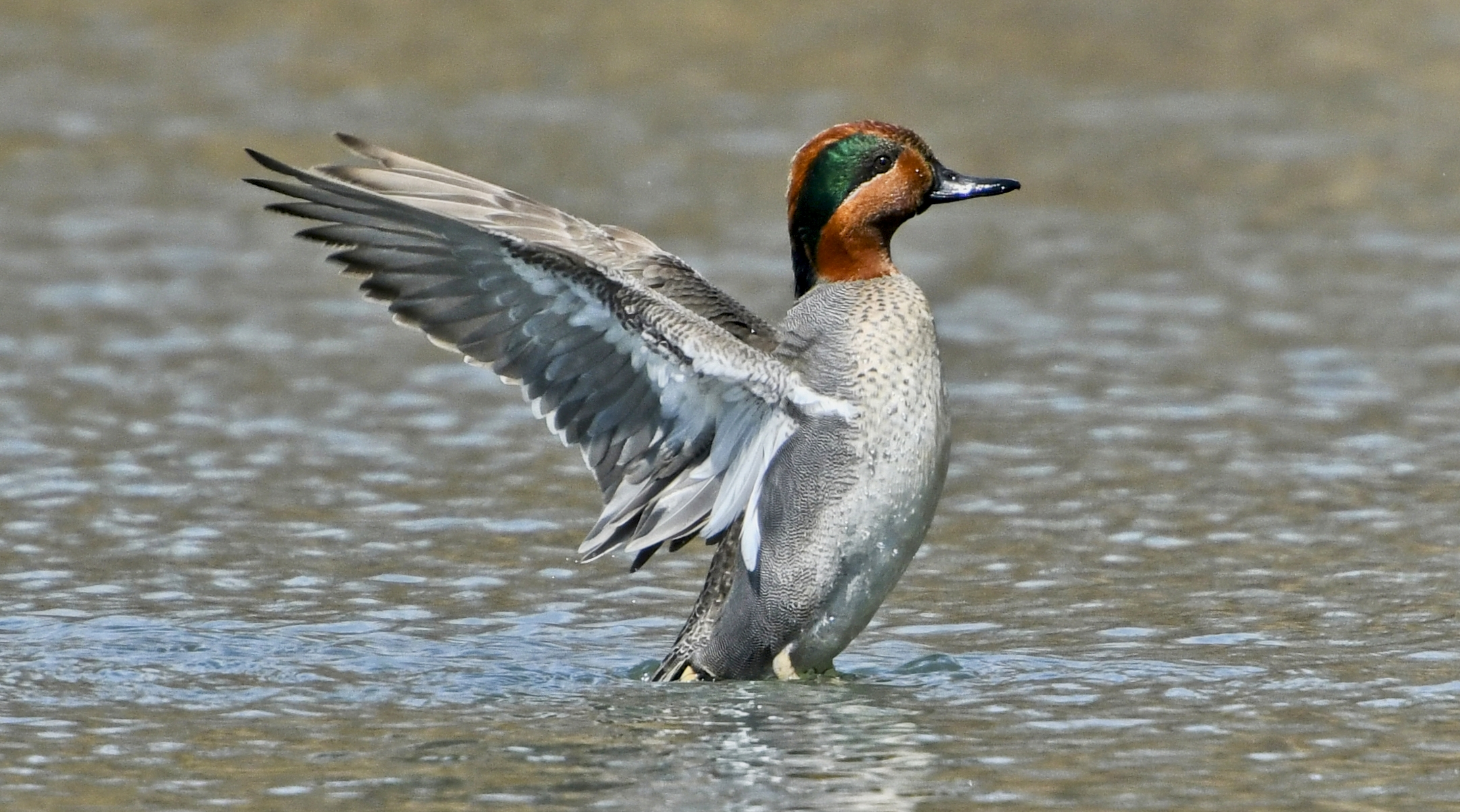
Селезень чирянки стріпує крилами

## Бажані екологічні середовища
Чирянки американські мешкають на внутрішніх озерах, болотах, ставках, басейнах і мілководних струмках з густою заплавною та водною рослинністю. У період розмноження вони віддають перевагу мілководдям та невеликим ставкам і басейнам. Чирянок американських часто можна побачити на відпочинку на болотистих берегах або пнях, також на сідалах на низьких гілляках сухих дерев. Ці качки гніздяться в ямках на сухому ґрунті, розташованих біля основи чагарників, під колодами або в густій траві. Гніздяться зазвичай на віддалі від 2 до 300 м від води. Чирянка американська уникає безлісих або безчагарникових середовищ існування. Чирянки американські зимують як на прісноводних, так і на солонуватих болотах, ставках, струмках і лиманах. Будучи невеликими птахами, вони, як правило, тримаються у більш спокійних водах.

## Вимоги до трав'яного покриву
Гнізда чирянок американських зазвичай прикриті як із боків, так і зверху густою травою, бур'янами або чагарниками. Рогози, комиші, гірчаки (Polygonum spp.) та інша заплавна рослинність дає качкам сховок на воді.

## Харчові звички
Чирянки американські, більше за будь-які інші види качок, воліють шукати їжу в багнистих відкладах. Там, де бракує багна, вони віддають перевагу неглибоким болотам або тимчасово затопленим сільськогосподарським угіддям. Зазвичай вони їдять рослинні речовини, що складаються з насіння, стебел та листя водної та заплавної рослинності. Чирянки американські віддають перевагу дрібному насінню смикавцю (Cyperus spp.), проса ( Panicum spp.) та осоки порівняно з більшим насінням, але вони також споживають насіння кукурудзи, пшениці, ячменю та кущів Cephalanthus spp. На болотах, заростях та ставках чирянки американські підбирають насіння рогози, рдеснику та ситнягу (Eleocharis spp. ). У меншій мірі вони харчуються вегетативними частинами харових водоростей (Chara spp.), рдесником, рупією (Ruppia maritima) та ряскою (Lemna spp. ). Вони зрідка поїдають комах, молюсків та ракоподібних. Іноді протягом весняних місяців чирянки американські поглинають личинки мух з гнилої риби, яка трапляється по берегах ставків.

## Хижаки
До загальних хижаків чирянки американської належать люди, скунси (Mephitis та Spilogale spp.), лисиці (Vulpes vulpes), ракуни (Procyon lotor), ворони та сороки (Pica spp.).

## Відносини
За даними mtDNA цей вид тісніше пов’язаний з чирянкою жовтодзьобою, ніж з чирянкою малою.